# Jankowo Dolne
Jankowo Dolne (prononciation : [janˈkɔvɔ ˈdɔlnɛ]) est un village polonais de la gmina de Gniezno dans le powiat de Gniezno de la voïvodie de Grande-Pologne dans le centre-ouest de la Pologne.
Il se situe à environ 8 kilomètres à l'est de Gniezno (siège de la gmina et du powiat) et à 56 kilomètres à l'est de Poznań (capitale régionale).
Le village possédait une population de 530 habitants en 2006.

## Histoire
De 1975 à 1998, le village faisait partie du territoire de la voïvodie de Poznań.

Depuis 1999, Jankowo Dolne est situé dans la voïvodie de Grande-Pologne.